# 朴炡禹
朴炡禹（： Park Jeong-Woo，2004年9月28日—），韓國男歌手，隸屬於YG娛樂旗下新男子團體10人組合TREASURE成員之一。在隊內擔任MAIN VOCAL。2020年8月7日以TREASURE團體出道。

## 經歷

### 練習生前
在小學時曾經是學校管弦樂二部小提琴手。過去曾是籃球隊成員。據說小時候曾經去澳洲留學3個月，英文名字為Justin（在TREASURE MAP中提及）。

### 2018年
2018年3月19日，在參加聲樂學院兩天後通過學院推薦YG Entertainment 試鏡成為YG練習生。與同隊忙內成員蘇庭煥
同來自益山市並於成為練習生前相識。
2018年11月參加YG生存節目YG寶石盒，為競賽組TREASURE C（平均13.4歲、年齡段最小實力派練習生）成員。在YG寶石盒第二集中演唱了愛黛兒的《When We Were Young》令人印象深刻，並在初次練習生排名中獲得第二名。YG寶石盒第四集中在演唱IKON的《사랑을 했다 (LOVE SCENARIO)》
，由於團隊內都是VOICE的角色而分配到Bobby的part，而評審團隊與粉絲也對於朴炡禹的RAP天賦感到驚訝。

### 2019年
2019年1月21日，朴炡禹被公佈為「TREASURE 7」的第五位成員。

### 2020年
2020年1月6日，YG宣佈團體重整位12人並以「TREASURE」團體名稱出道。
2020年8月7日，發行主打歌《BOY》正式出道。

### 2023年
在新年直播中說到，國中時曾學過中文並拿到97分。

## 演出經歷

### 綜藝節目
| 日期             | 電視台 | 節目名稱             | 登場集數  | 備註                      |
| 2020年           |        |                      |           |                           |
| 11月6日~11月13日 | JTBC   | 隱藏歌手 第六季      | 14        | 與成員金俊奎、方藝潭      |
| 2021年           |        |                      |           |                           |
| 3月14日          | SBS    | 我家的熊孩子         | 233       | 當日特別MC BLACKPINK Rosé |
| 4月24日          | tvN    | 驚人的星期六         | 157       | 與成員朴志焄              |
| 5月16日～5月23日 | MBC    | 神秘音樂秀：蒙面歌王 | 307       | 與成員金俊奎為評審團來賓  |
| 2022年           |        |                      |           |                           |
| 2月6日～2月20日  | MBC    | 神秘音樂秀：蒙面歌王 | 343 ~ 344 | 為參賽者：리무진(禮車）   |

### 翻唱影音
| 日期    | 歌名         | 原唱/版本                          | 影音                                                                   | 備註                                             |  |
| 2020年  |              |                                    |                                                                        |                                                  |  |
| 2月12日 | SUPERSTAR    | Ruben Studdard                     | Park Jeong Woo - SUPERSTAR （页面存档备份，存于）                      | LIVE VIDEO (出道前)                              |  |
| 4月8日  | Stack It Up  | Liam Payne xA Boogie Wit Da Hoodie | Park Jeong Woo x HARUTO - Stack It Up （页面存档备份，存于）           | LIVE VIDEO與成員Haruto (出道前)                  |  |
| 6月12日 | 왜요 (WAYO)  | 方藝潭                             | '왜요 (WAYO)' LIVE VIDEO （页面存档备份，存于）                        | 與成員朴志焄 x 金俊奎 x Mashiho x 方藝潭(出道前) |  |
| 2022年  |              |                                    |                                                                        |                                                  |  |
| /       | べテルギウス | 優里                               | べテルギウス 朴炡禹 （页面存档备份，存于）                             | 由Asahi協助朴炡禹COVER                           |  |
| 5月20日 | Still Life   | BIGBANG                            | TREASURE - BIGBANG '봄여름가을겨울 (Still Life) （页面存档备份，存于） | 與成員崔玹碩、朴志焄、YOSHI、Haruto              |  |